# Cueva del Parpalló

La Cueva del Parpalló  (en castillan) ou  Cova del Parpalló (en catalan ; littéralement « grotte du/au papillon ») est un site préhistorique situé dans la commune de Gandia (comarque de Safor), dans la province de Valence en Espagne,.
La grotte a été intensément habitée pendant la période du Paléolithique supérieur et a été l'une des premières habitées par l'Homo sapiens arrivé dans la région méditerranéenne de l'est de la péninsule. Elle a été fouillée par Lluís Pericot i Garcia (1929-31); le mobilier archéologique trouvé est conservé au Musée de la préhistoire de Valence et au Musée archéologique de Gandia. Les fouilles avaient été réalisées sur une profondeur de 8,5 m et présentaient, de bas en haut, l'Aurignacien supérieur, le Solutréen, le Solutréo-Aurignacien supérieur et le Magdalénien (I, II, III et IV). C'est l'un des sites les plus importants d' Espagne.
Le site a été déclaré monument historique et artistique Elle fait partie de l'ensemble de l'art rupestre du bassin méditerranéen de la péninsule Ibérique déclaré patrimoine mondial par l'UNESCO.

## Exploration
La grotte, qui n'a pratiquement jamais cessé d'être utilisée, a été révélée au monde scientifique par Juan Vilanova y Piera en 1872, qui visitera la grotte deux décennies plus tard accompagné d'Eduardo Boscá, décrivant la grotte plus en détail dans une publication de 1893.

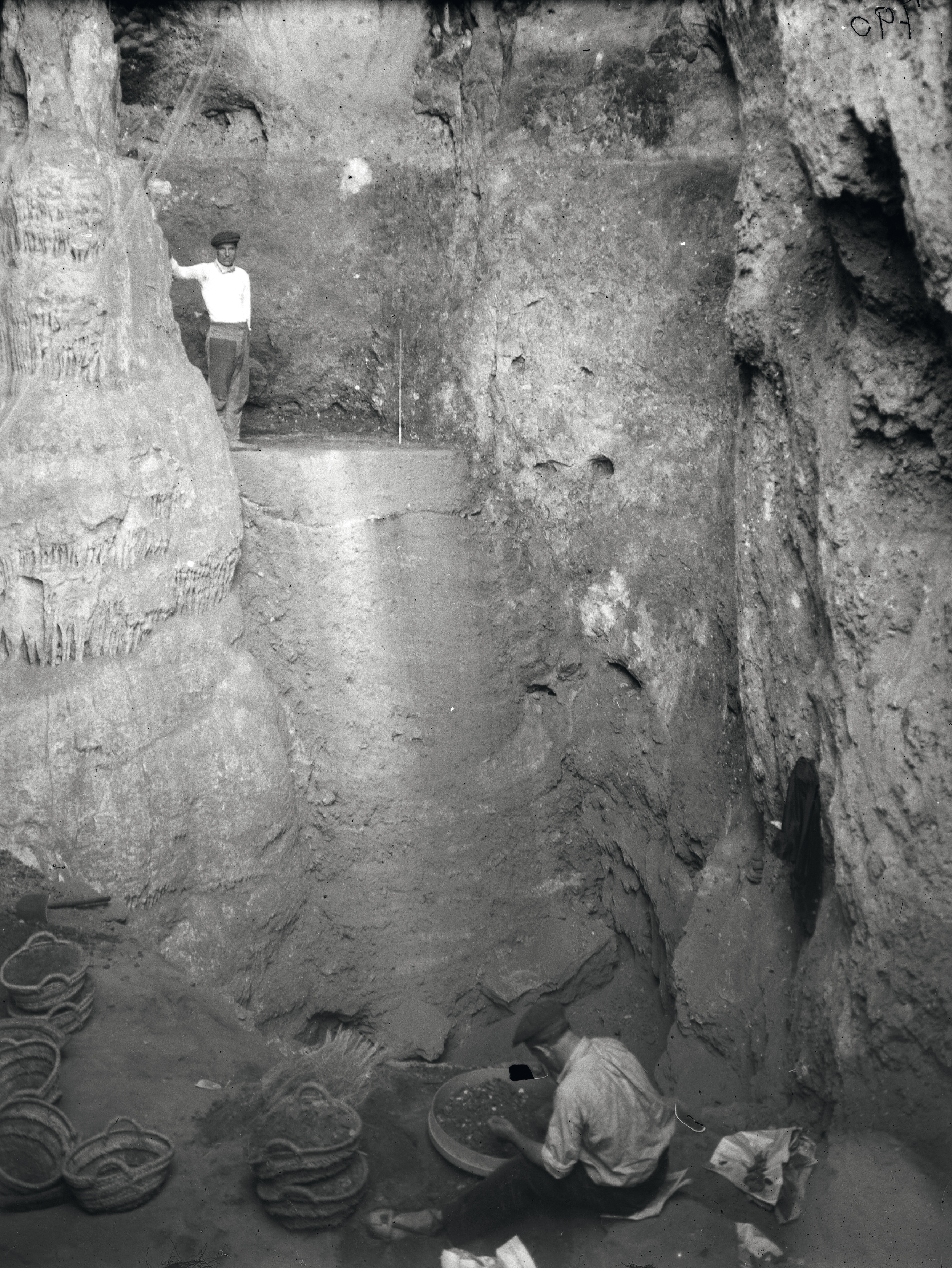
Stratigraphie de 1931

Ce site fut étudié par l'abbé Henri Breuil, attiré par ce qu'il avait lu sur Vilanova y Piera. Breuil a fouillé partiellement la grotte, trouvant une plaquette gravée, mais n'a pas pu continuer les fouilles en raison du déclenchement de la Première guerre mondiale en 1914.
Il faudra attendre 1927 pour que Lluís Pericot i Garcia, encouragé par le potentiel du site indiqué par l'abbé Breuil, commence à insister sur la fouille systématique de la grotte, pour finalement visiter le site en 1928. À partir de ce moment, Pericot commence la réalisation des travaux archéologiques qui se dérouleront au cours de trois campagnes réalisées au cours des étés 1929, 1930 et 1931, où la quasi-totalité de la grotte sera fouillée. Ce site constitue une étape importante en termes de méthodologie archéologique rigoureuse, étant donné que jusqu'alors, les fouilles archéologiques ne prêtaient pas beaucoup d'attention aux différentes stratigraphies et n'étaient pas non plus correctement documentées.
La première campagne de fouilles s'est concentrée sur la grande chambre. La seconde s'est poursuivie dans ce secteur et a laissé pour fin le creusement des galeries qui, en raison d'investigations clandestines à la recherche de trésors, présentaient un problème stratigraphique particulier. Enfin, la troisième campagne a été consacrée au creusement de la carotte faite à travers les strates naturelles où un total de 29 niveaux ont été établis sur une profondeur de 6,5 m.

## Découvertes

### Le crâne de Parpalló

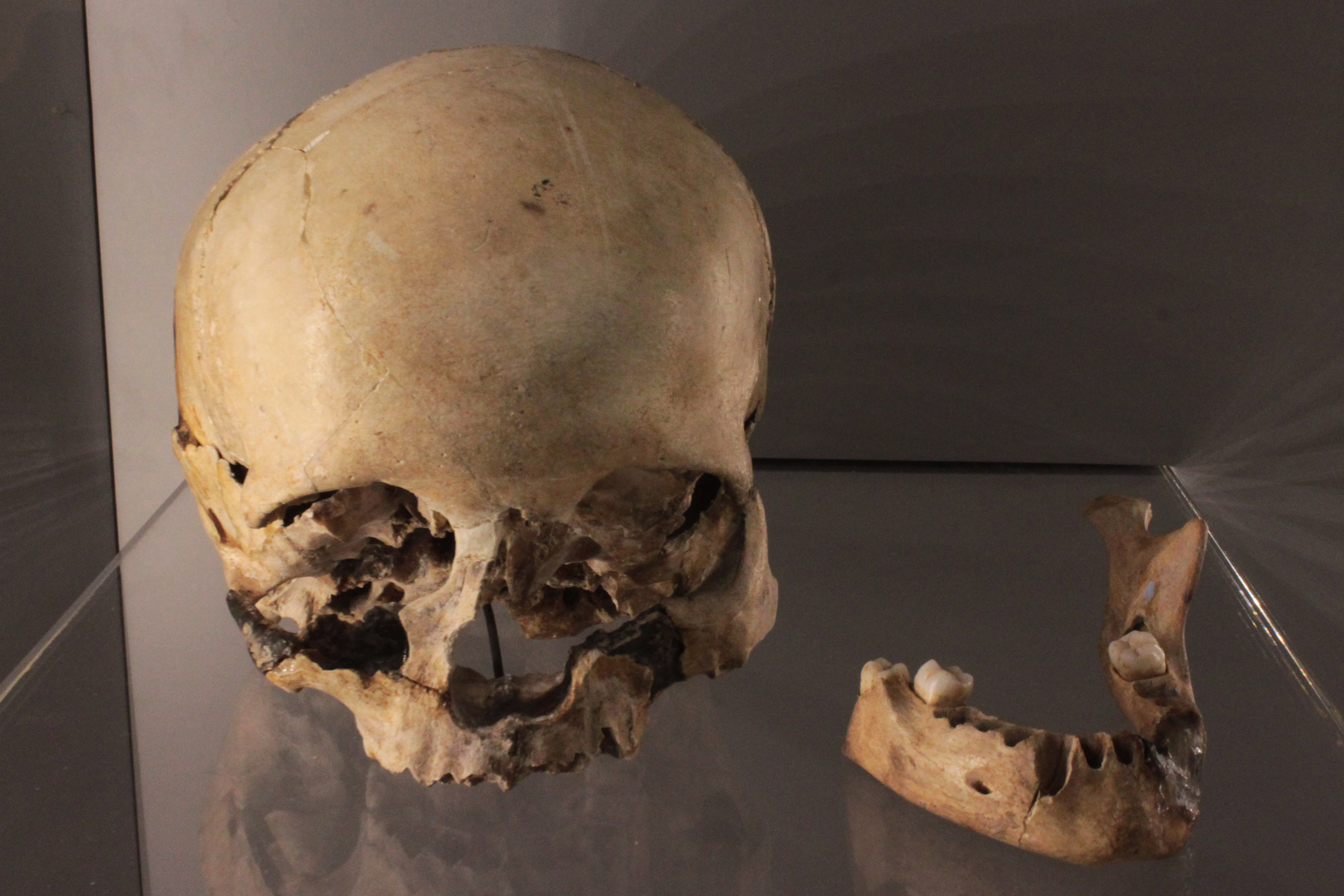
Crâne humain correspondant au Paléolithique supérieur localisé sur le site. Musée de la Préhistoire de Valence.

Le crâne a été retrouvé en cinquante-neuf fragments, avec lesquels une reconstruction a dû être réalisée. Sur l’échantillon monté, l’alignement vers la gauche de la suture sagittale est visible. En faisant attention à certains détails, en ignorant les nombreuses déformations posthumes, on peut se rapprocher de l'âge du sujet en observant la voûte crânienne, puisque la soudure de celle-ci a lieu vers l'âge de 16 ans, dans ce cas on observe une suture très récente, de même, il est également utile de regarder l'état des dents, dans lequel on voit que les deuxièmes molaires ont déjà émergé et que les troisièmes molaires sont également sur le point d'émerger, à mi-chemin. Concernant le sexe, le jeune âge du sujet rend la tâche difficile, cependant, certains traits plaident en faveur du sexe féminin.

### Plaquettes

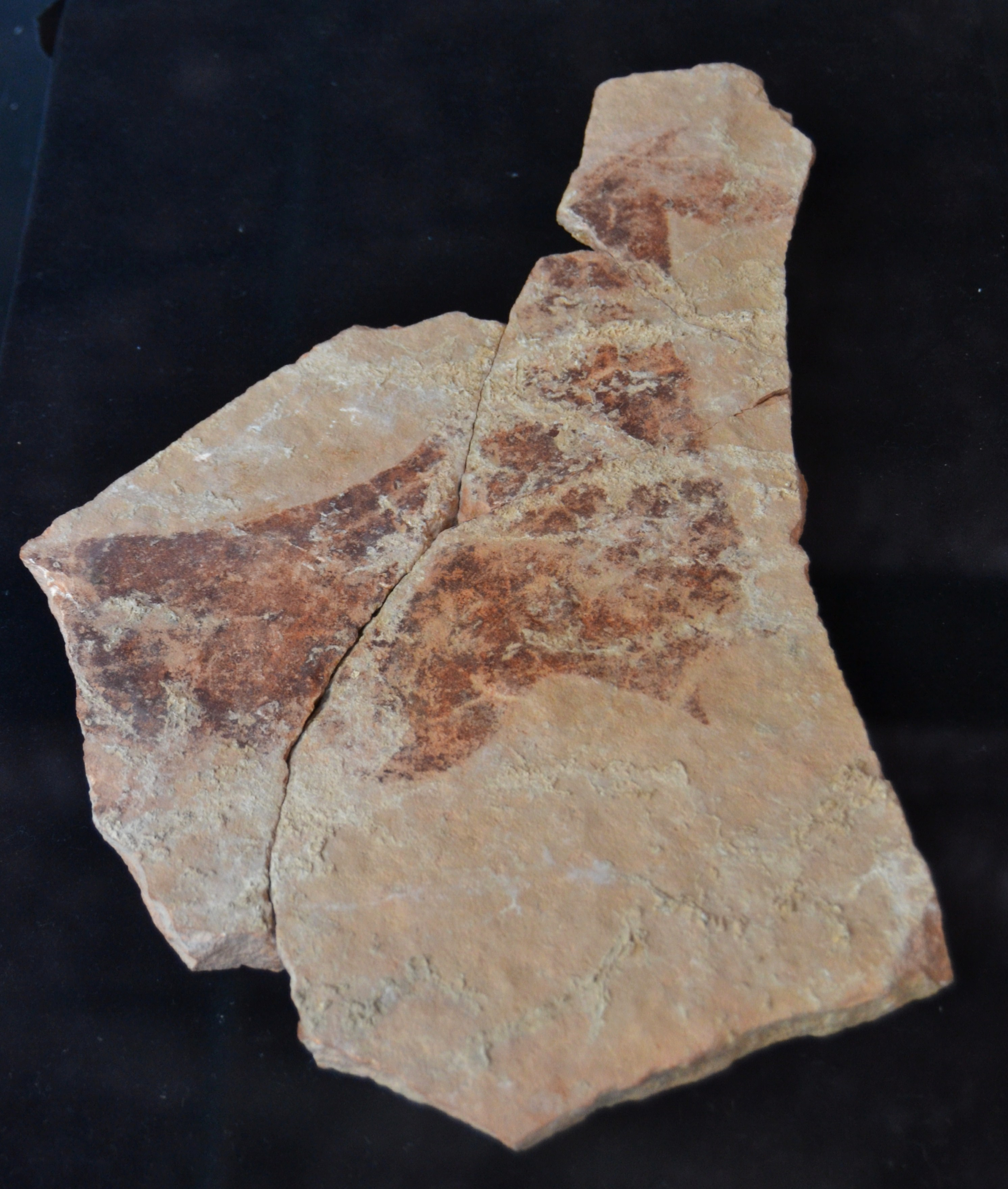
Plaquette trouvée en 1957, représentant une jument en état de gestation.

Sans aucun doute, la découverte la plus importante faite dans la grotte sont les 5 034 plaquettes qui présentent une polychromie ou une gravure sur 6 245 de leurs faces. L’ensemble de ces plaquettes en fait le plus important de tout l’art mobilier du Paléolithique européen. Les techniques les plus fréquemment utilisées sont la gravure et la peinture. La gravure pouvait être simple ou multiple, et pouvait être accompagnée de peinture. Cependant, la peinture peut apparaître seule. Les pigments utilisés pour obtenir la couleur rouge et jaune (les plus couramment utilisés) seraient l'ocre ou les nodules de fer.
Ce que ces plaquettes représentent le plus fréquemment, ce sont les signes géométriques représentés sur 4 022 visages ; Vers 766, nous trouvons des animaux et 8 ont peut-être des figures humaines.
Le bestiaire représenté à Parpalló n'est pas très étendu mais il représente de manière assez fiable un catalogue d'espèces qui se déplaçaient généralement autour du massif de Mondúver (es) et avec des populations stables tout au long des millénaires d'occupation de la cavité. Dans son inventaire, se distinguent le cerf, le cheval, la chèvre de montagne et les aurochs, avec quelques étranges représentations de bélier, de sanglier et d'un poisson.

### Ustensile lithique et osseux

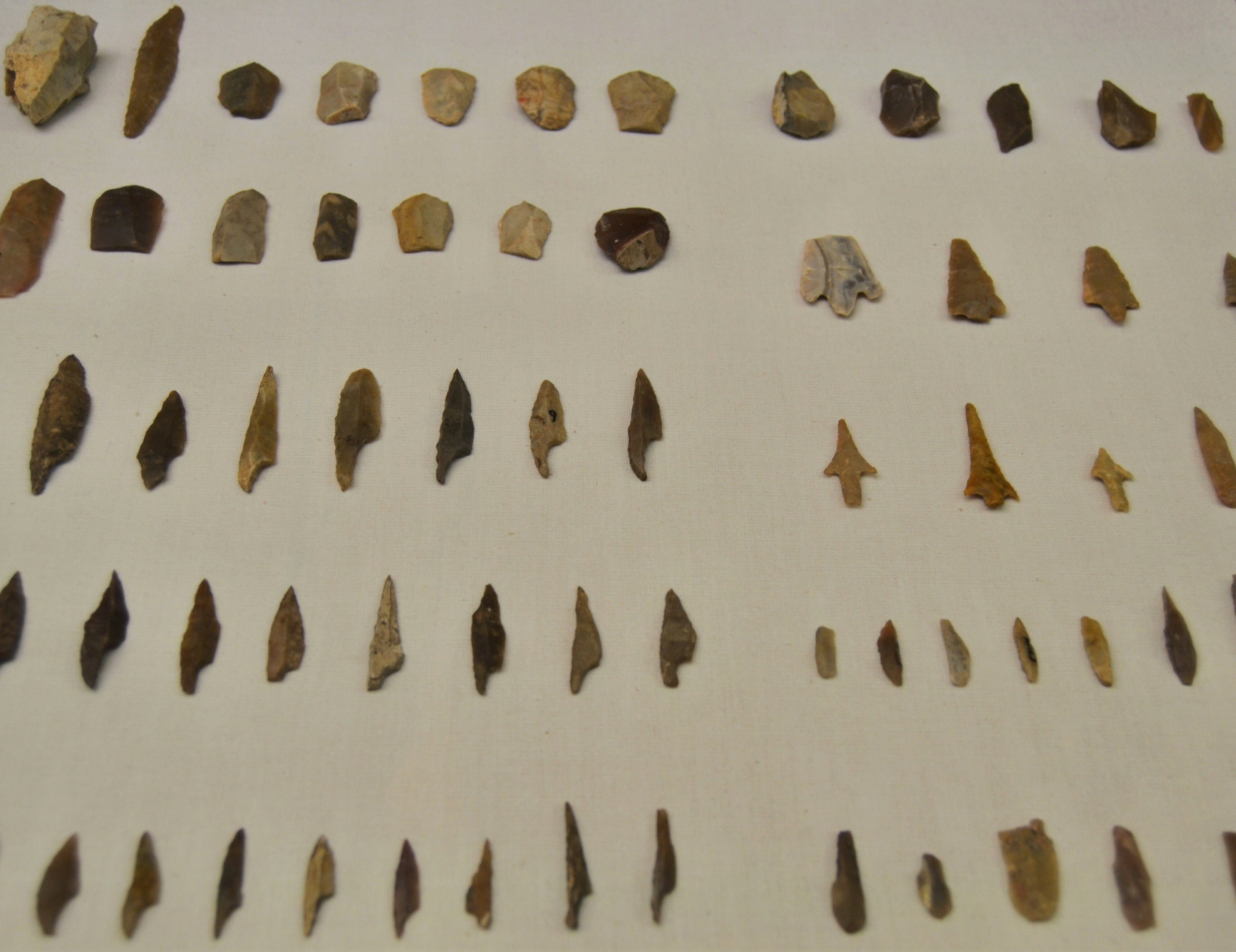
Outils de sculpture, grotte de Parpalló (Gandia) et Mallaetes (Barx), Paléolithique supérieur (18 000-14 000 av. J.-C.). Musée de la Préhistoire de Valence.

Leur culture matérielle se caractérise par le développement des ustensiles en pierre et en os.
Au Paléolithique, les trouvailles d'instruments sont très nombreuses et permettent de parler d'une plus grande efficacité dans la chasse, car on observe une technique plus raffinée et l'utilisation de pointes de lancer apparaît. Les matières premières sont utilisées, ce qui conduit à une diminution progressive de la dépendance aux sources d'approvisionnement et à l'incorporation d'outils spécialisés et plus diversifiés.
Les Homo sapiens ont moins de mobilité, ce qui peut se traduire par une spécialisation dans la chasse aux espèces grégaires aux déplacements limités. Dans le cas de la grotte de Parpalló, le cerf et la chèvre sont les espèces les plus chassées en fonction de la localisation des habitats humains. Le lapin est également intensivement intégré à l’alimentation humaine à cette époque, agissant comme une ressource complémentaire aux herbivores de taille moyenne.

## Galerie

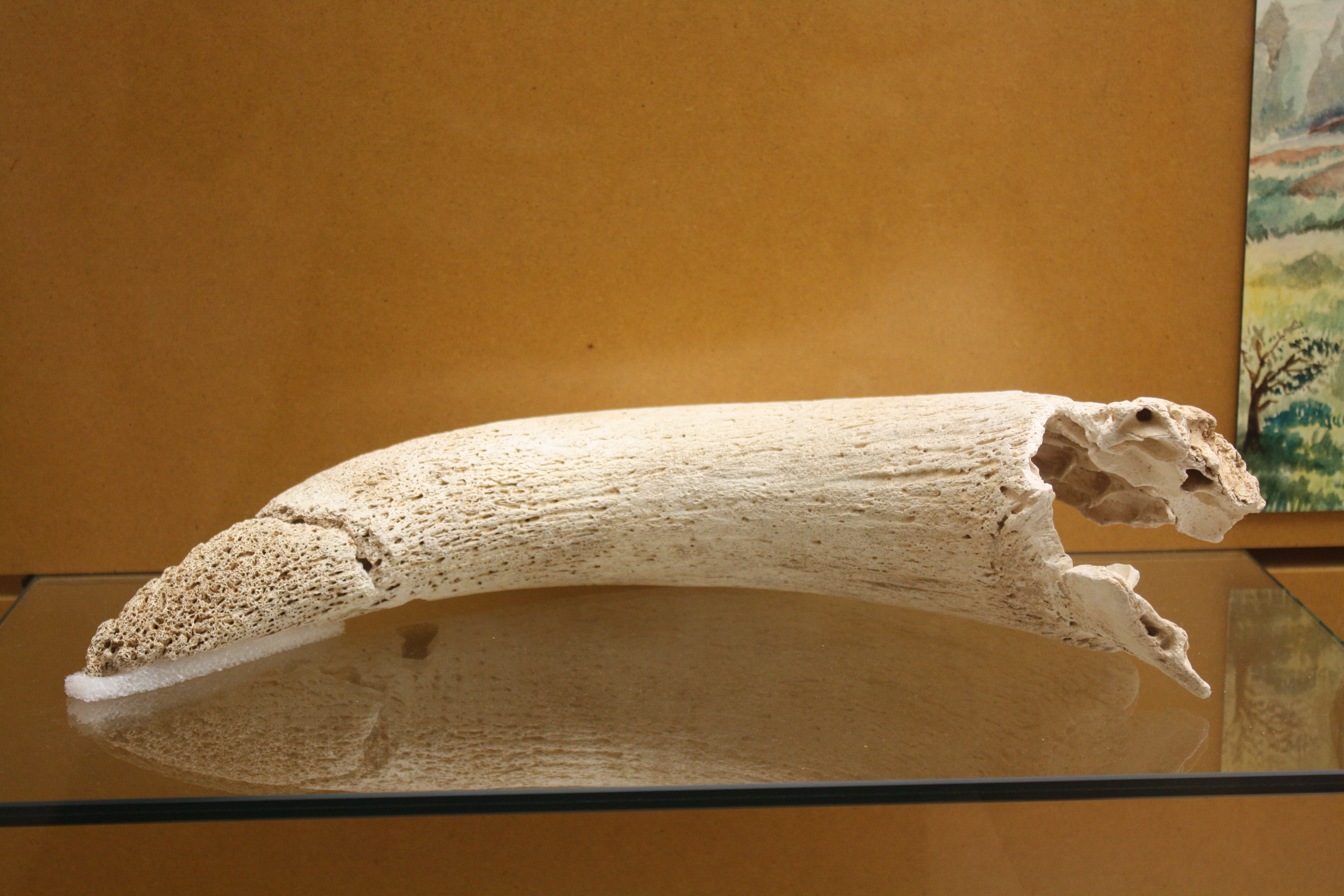
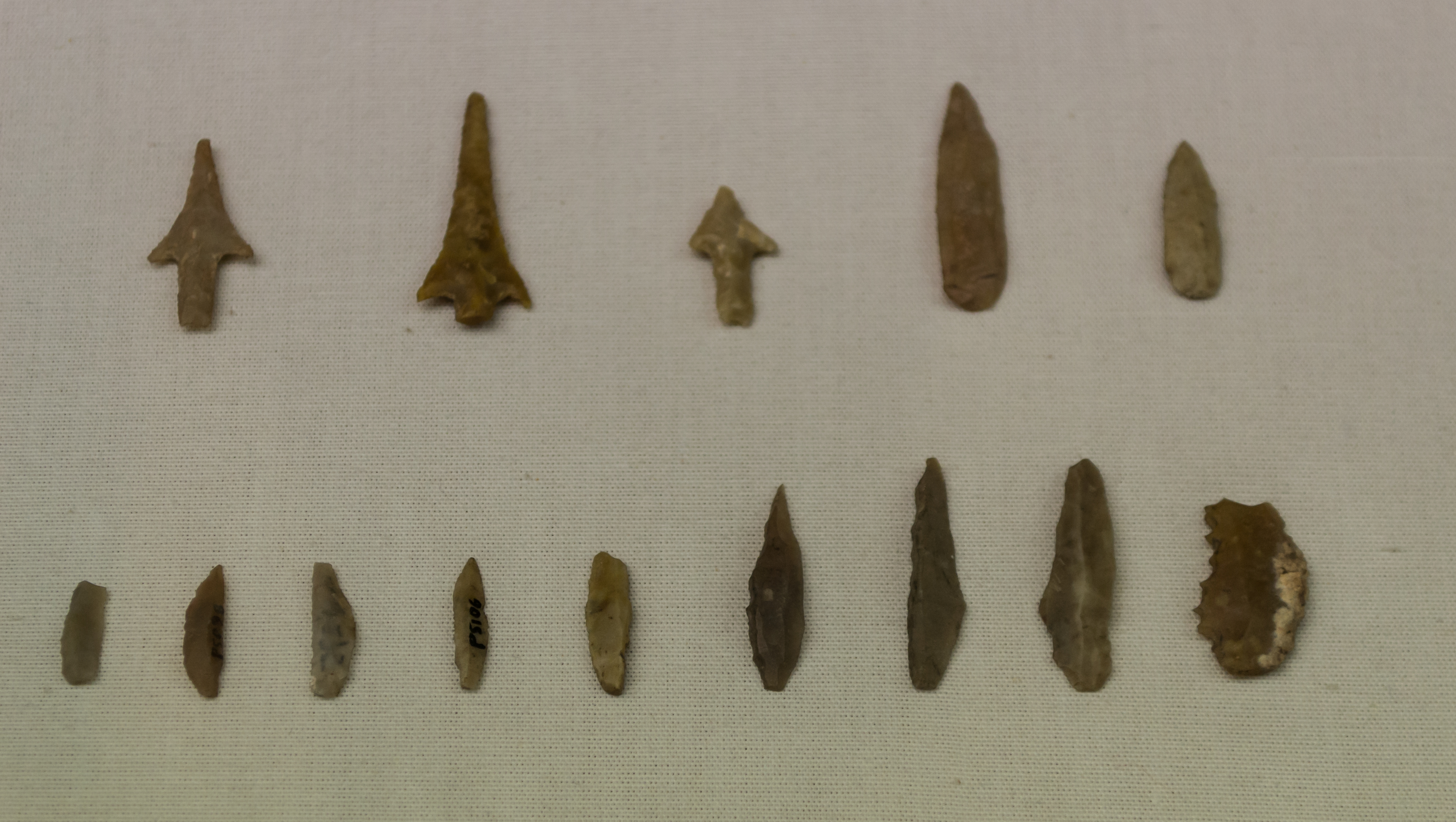